# 科切諾韋
49°47′48″N 38°22′44″E / 49.79667°N 38.37889°E
科切諾韋（烏克蘭語：Коченове）是位於烏克蘭東部的村莊，由盧甘斯克州斯瓦托韋區的特羅伊齊克市鎮負責管轄。該村始建於1854年，面積13.1平方公里，海拔高度151米，2001年人口266，人口密度每平方公里20.3人。